# Boys Keep Swinging
"Boys Keep Swinging" é uma canção do cantor e compositor britânico David Bowie. A faixa foi lançada como um single do álbum Lodger em 27 de abril de 1979.

## Gravação e lançamento
Durante as sessões de gravação de Lodger, Bowie quisera criar um estilo de banda de garagem para a faixa, e concordou com Brian Eno que, para chegar a essa sonoridade, a melhor técnica era fazer com que a banda trocasse de instrumentos (isso era sugerido pelas "estratégias oblíquas" de Eno em "Reverse Roles"). Dessa maneira, o guitarrista Carlos Alomar tocou bateria e o baterista Dennis Davis tocou baixo.
"Boys Keep Swinging" tem exatamente a mesma sequência de cordas da canção "Fantastic Voyage", do mesmo álbum ( "Fantastic Voyage" também é o Lado B do single "Boys Keep Swinging"). A RCA decidiu não lançar "Boys Keep Swinging" nos EUA, escolhendo em seu lugar "Look Back in Anger". Bowie tocou "Boys Keep Swinging" no Saturday Night Live com um corpo especial de marionete em 15 de dezembro de 1979, com Klaus Nomi e Joey Arias fazendo os backing vocals. Durante a transmissão, a censura da NBC deixou sem som os versos "life's a pop o'the cherry" e "other boys check you out", mas falhou em perceber o membro fálico da marionete ao fim da apresentação.
A faixa chegou ao número sete nas paradas britânicas, marcando o retorno de Bowie ao top 10 dos singles desde "Sound and Vision", em fevereiro de 1977. A canção só foi tocada durante uma turnê, a Outside Tour, durante 1995 e 1996. Entrevistado em 2000, Bowie disse o seguinte sobre a canção: "Não acho que haja qualquer coisa remotamente gloriosa em ser ou homem ou mulher. Eu estava meramente brincando com a ideia de colonização de gênero."

## Faixas
1. "Boys Keep Swinging" (Bowie, Eno)  – 3:17
2. "Fantastic Voyage" (Bowie, Eno) – 2:55

## Créditos
- Produtores:
  - Tony Visconti
  - David Bowie
- Músicos:
  - David Bowie: vocais, guitarra em "Boys Keep Swinging", o piano em "Fantastic Voyage"
  - Adrian Belew: guitarra em "Boys Keep Swinging", bandolim em "Fantastic Voyage"
  - Dennis Davis: baixo em "Boys Keep Swinging", percussão em "Fantastic Voyage"
  - Tony Visconti: baixo em "Boys Keep Swinging", bandolim em "Fantastic Voyage", backing vocals em "Fantastic Voyage"
  - Carlos Alomar: bateria em "Boys Keep Swinging"
  - Brian Eno: piano em "Boys Keep Swinging", ambient drone em "Fantastic Voyage"
  - Simon House: violino em "Boys Keep Swinging", bandolim em "Fantastic Voyage"
  - Sean Mayes: piano em "Fantastic Voyage"

## Outras versões
- A canção foi lançada nas seguintes compilações:
  - Chameleon (Austrália e Nova Zelândia, 1979)
  - The Best of Bowie (1980)
  - Christiane F. soundtrack (1982)
  - Sound + Vision (1989)
  - Bowie: The Singles 1969-1993 (1993)
  - The Singles Collection (1993)
  - The Best of David Bowie 1974/1979 (1998)
  - Best of Bowie (2002)
  - The Platinum Collection (2005/2006)
  - Nothing Has Changed (2014)
- A faixa foi lançada como picture disc na coleção Fashions Picture Disc Set.